# Zelnick Media Capital

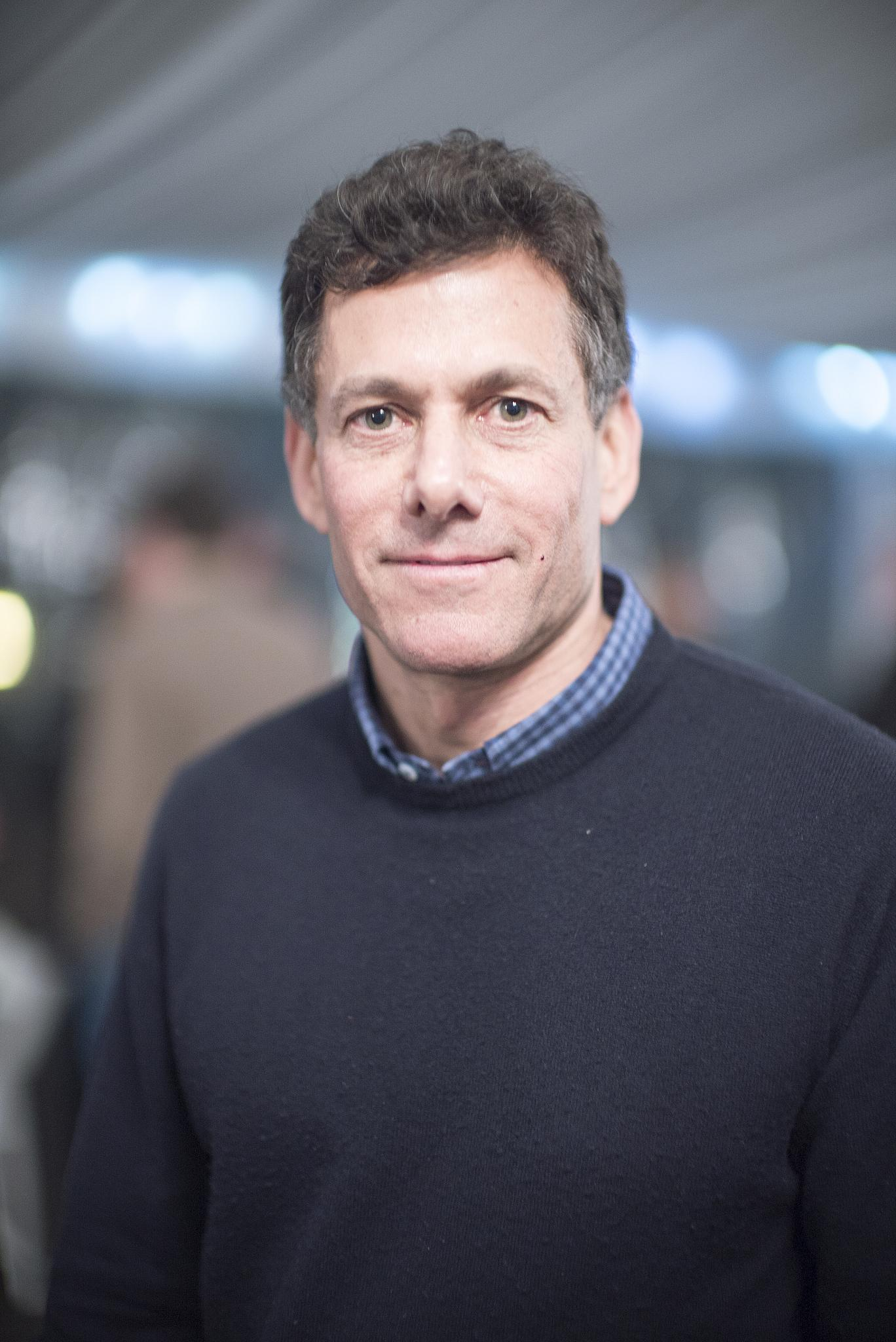
Strauss Zelnick en 2015.

Zelnick Media Capital, aussi appelé ZMC, est une entreprise américaine de capital-investissement basée à New York, spécialisée dans les acquisitions par effet de levier. La société a été fondée par Strauss Zelnick en 2001, avec un capital de départ de 300 000 USD.

## Histoire
À la suite d'une prise de contrôle de Take-Two Interactive par ZMC en 2007, Strauss Zelnick est nommé président du conseil et PDG de celle-ci.